# No brand girls/START:DASH!!
- ラブライブ! > μ's > No brand girls/START:DASH!!
- ラブライブ! > ラブライブ!のディスコグラフィ > No brand girls/START:DASH!!

「No brand girls／START:DASH!!」（ノーブランドガールズ / スタートダッシュ）は、μ'sによるシングルで、テレビアニメ『ラブライブ！』の挿入歌。2013年4月3日にLantisから発売された。

## 概要
テレビアニメ『ラブライブ！』の挿入歌第3弾。テレビアニメ第1期の挿入歌シングルでは最後のリリースとなる。ジャケットイラストは3月31日に公開された。
初回生産分には「μ'sのアイ活！あなたを手料理でおもてなしカード」が1枚（全9種）ランダムで付属する。
キャッチコピーは「私たちの夢は…まだまだ終わらない!」。

## チャート成績
4月15日付のオリコン週間ランキングでは5位にランクインした。初週で1.7万枚を売り上げ、『ラブライブ！』関連楽曲では最高初動となった。また、ビルボードのHot Animationにおいて、『ラブライブ！』の作品では初の1位を獲得した。

## 収録曲
- CD

1. No brand girls[4:07]
  - 作詞：畑亜貴、作曲・編曲：河田貴央
  - テレビアニメ第1期第11話挿入歌
  - 「力強く」というリクエストで製作された楽曲[4]。
2. START:DASH!![4:19]
  - 作詞：畑亜貴、作曲・編曲：佐々木裕
  - テレビアニメ第1期第13話挿入歌
  - テレビアニメ『ラブライブ!サンシャイン!!』第1期第1話挿入歌
  - μ'sメンバー全員での歌唱。『ラブライブ！スクールアイドルフェスティバル』に収録されているのはこのバージョン。
3. No brand girls (Off Vocal)
4. START:DASH!! (Off Vocal)

## 収録アルバム
| 曲名           | アルバム                                    | 発売日        | 備考           |
| -------------- | ------------------------------------------- | ------------- | -------------- |
| No brand girls | 『μ's Best Album Best Live! Collection II』 | 2015年5月27日 | ベストアルバム |
| START:DASH!!   | 『μ's Best Album Best Live! Collection II』 | 2015年5月27日 | ベストアルバム |